# تته یکم
نته یکم، سومین شاه ایلام باستان است که در زمان حکومت پدرش کودوزولوش یکم، سوکل شوش بود و بعد از او، شاه ایلام شد و به همراه فرزند خود، به بابل حمله کرد و خدایان بابلی‌ها را با خود به شوش آورد؛ مانند پیکر نانار.